# Unione Sportiva Taranto 1942-1943
Questa voce raccoglie le informazioni riguardanti l'Unione Sportiva Taranto nelle competizioni ufficiali della stagione 1942-1943.

## Rosa
| N. |                   | Ruolo | Calciatore          |
| -- | ----------------- | ----- | ------------------- |
|    | Italia (bandiera) |       | Gatto               |
|    | Italia (bandiera) | D     | Michele Giraud      |
|    | Italia (bandiera) | C     | Rodolfo Jachsettich |
|    | Italia (bandiera) | D     | Giovanni Kojanic    |
|    | Italia (bandiera) | C     | Vito Natale Labate  |
|    | Italia (bandiera) | A     | Alceo Lipizer       |
|    | Italia (bandiera) | A     | Luigi Molinari      |
|    | Italia (bandiera) |       | Mario Morea         |
|    | Italia (bandiera) |       | Moretti             |
|    | Italia (bandiera) | P     | Alvaro Natale       |
|    | Italia (bandiera) | A     | Gino Penza          |

| N. |                   | Ruolo | Calciatore          |
| -- | ----------------- | ----- | ------------------- |
|    | Italia (bandiera) |       | Pugliese            |
|    | Italia (bandiera) |       | Sacchi              |
|    | Italia (bandiera) | D     | Mario Salvati       |
|    | Italia (bandiera) | P     | Enrico Schiffini    |
|    | Italia (bandiera) |       | Seveso              |
|    | Italia (bandiera) | A     | Antonio Simonetti   |
|    | Italia (bandiera) | A     | Natale Surra        |
|    | Italia (bandiera) | D     | Salvatore Tomaselli |
|    | Italia (bandiera) |       | Torri               |
|    | Italia (bandiera) | C     | Pietro Vinci        |